# St. Leonhard (Bludenz)

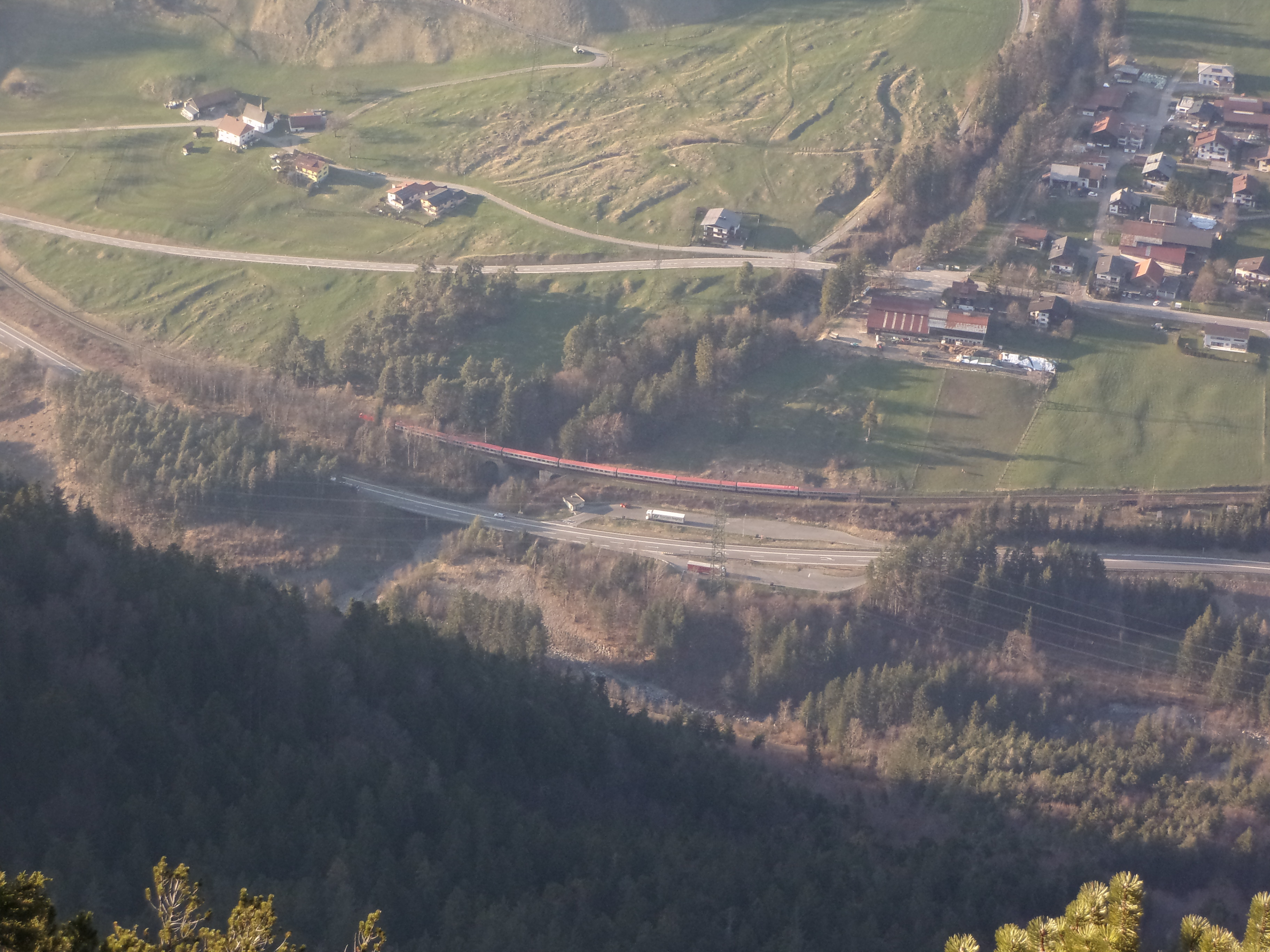
St. Leonhard (links oben) vom Davennakopf. Der EC 164 "Transalpin" auf der Arlbergbahn überquert das Grubser Tobel. Rechts Oberradin.

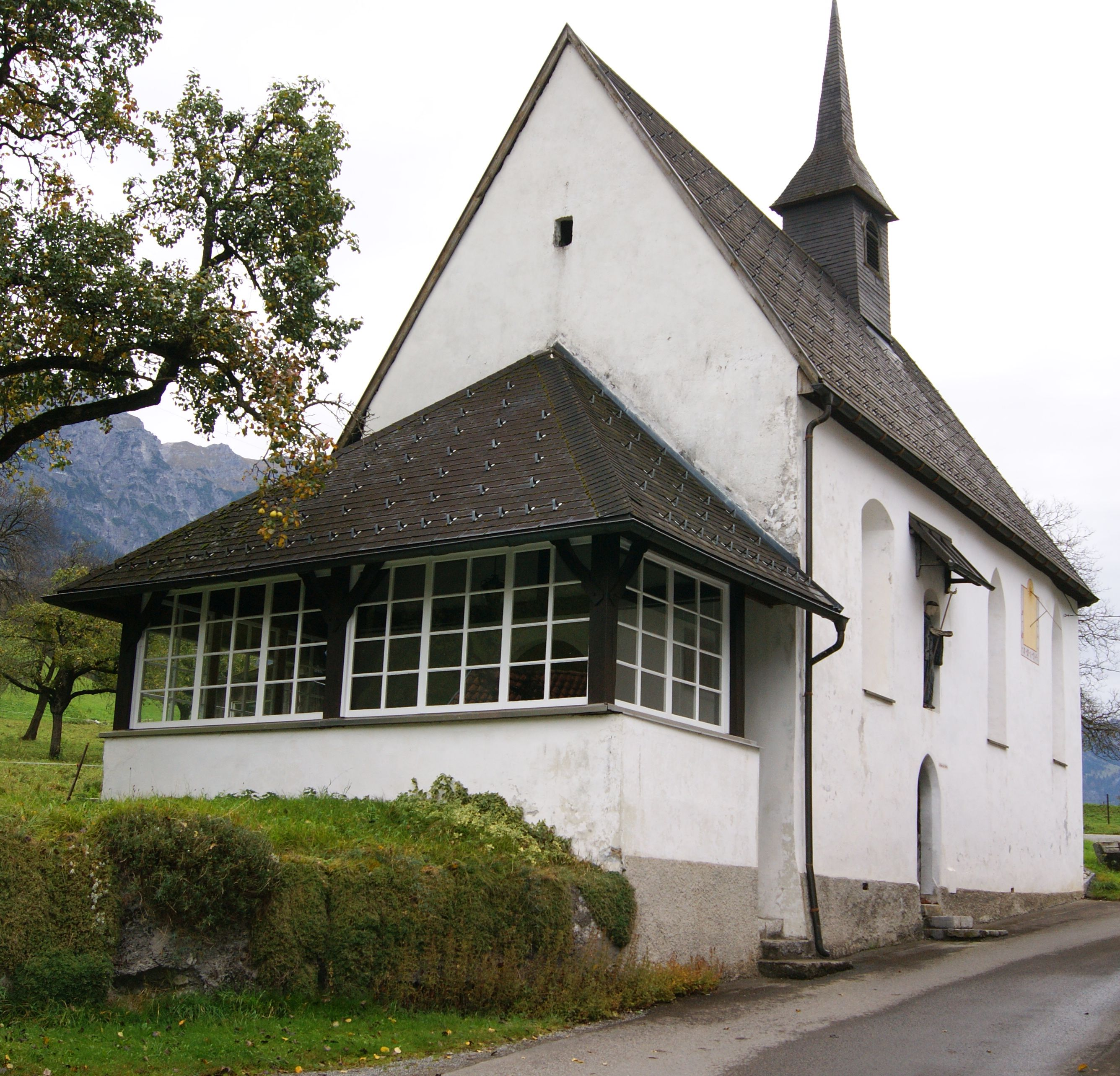
Kapelle St. Leonhard.

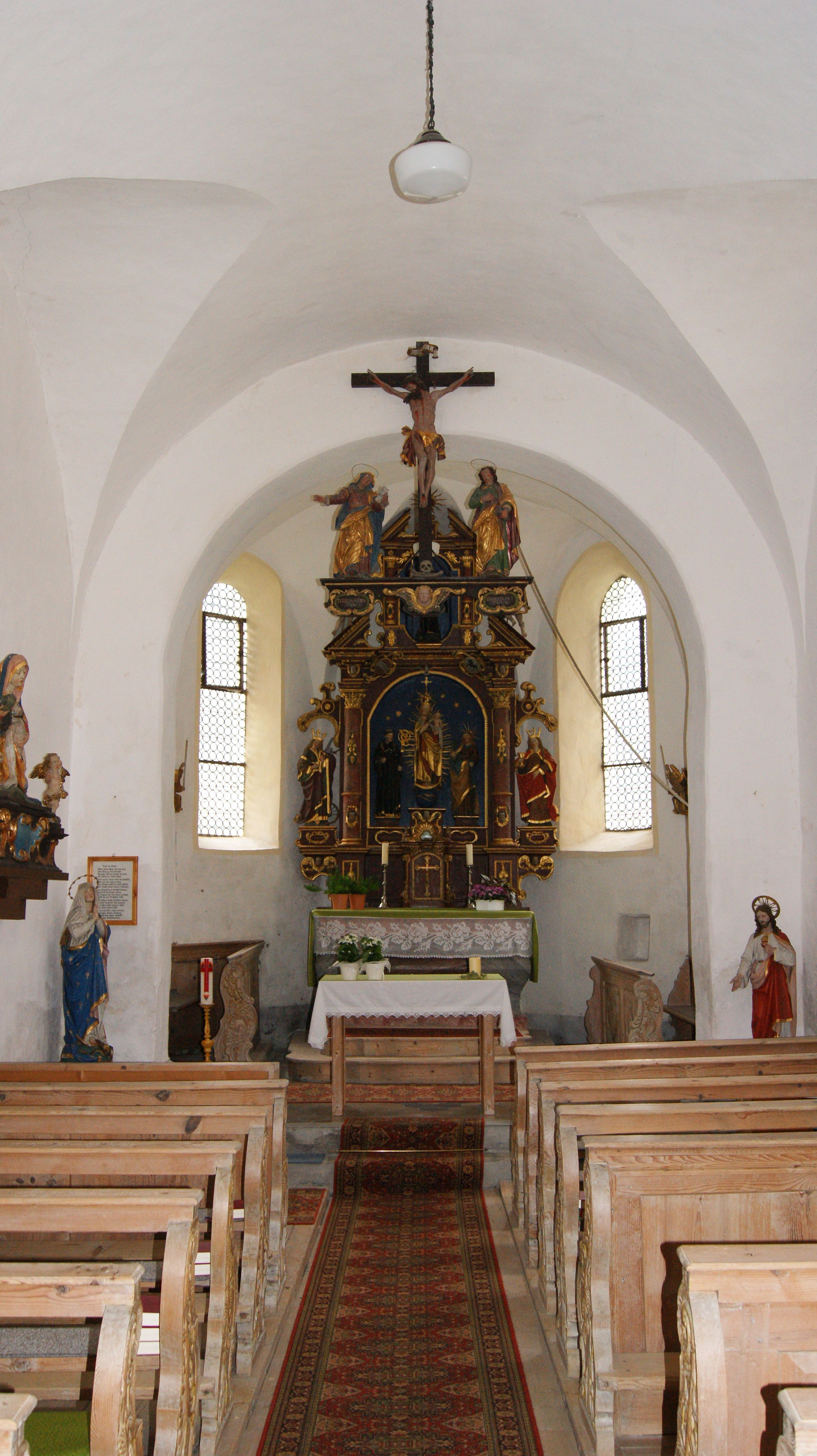
Kapelle St. Leonhard – Blick zum Altar.

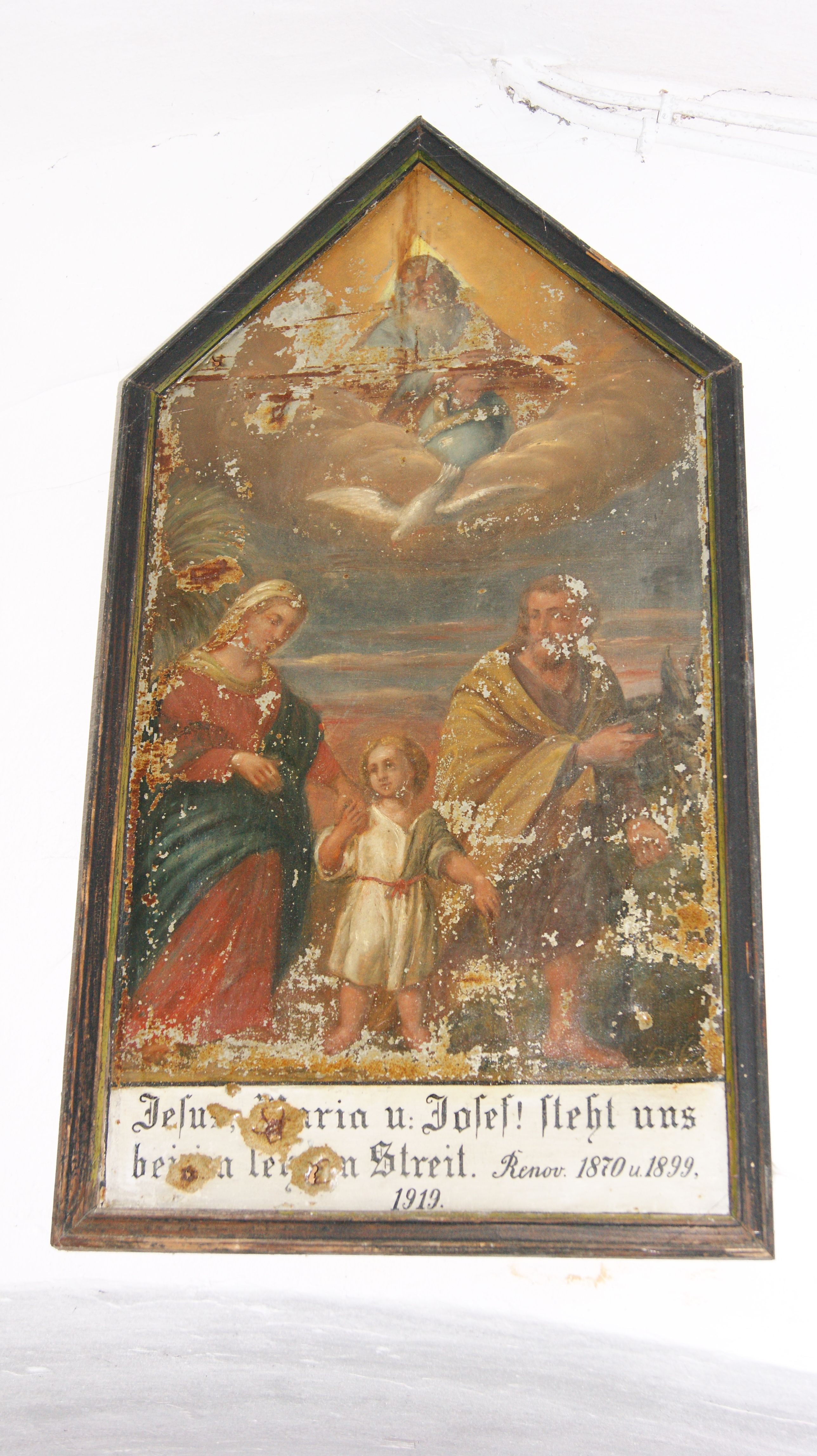
Kapelle St. Leonhard – Gemälde.

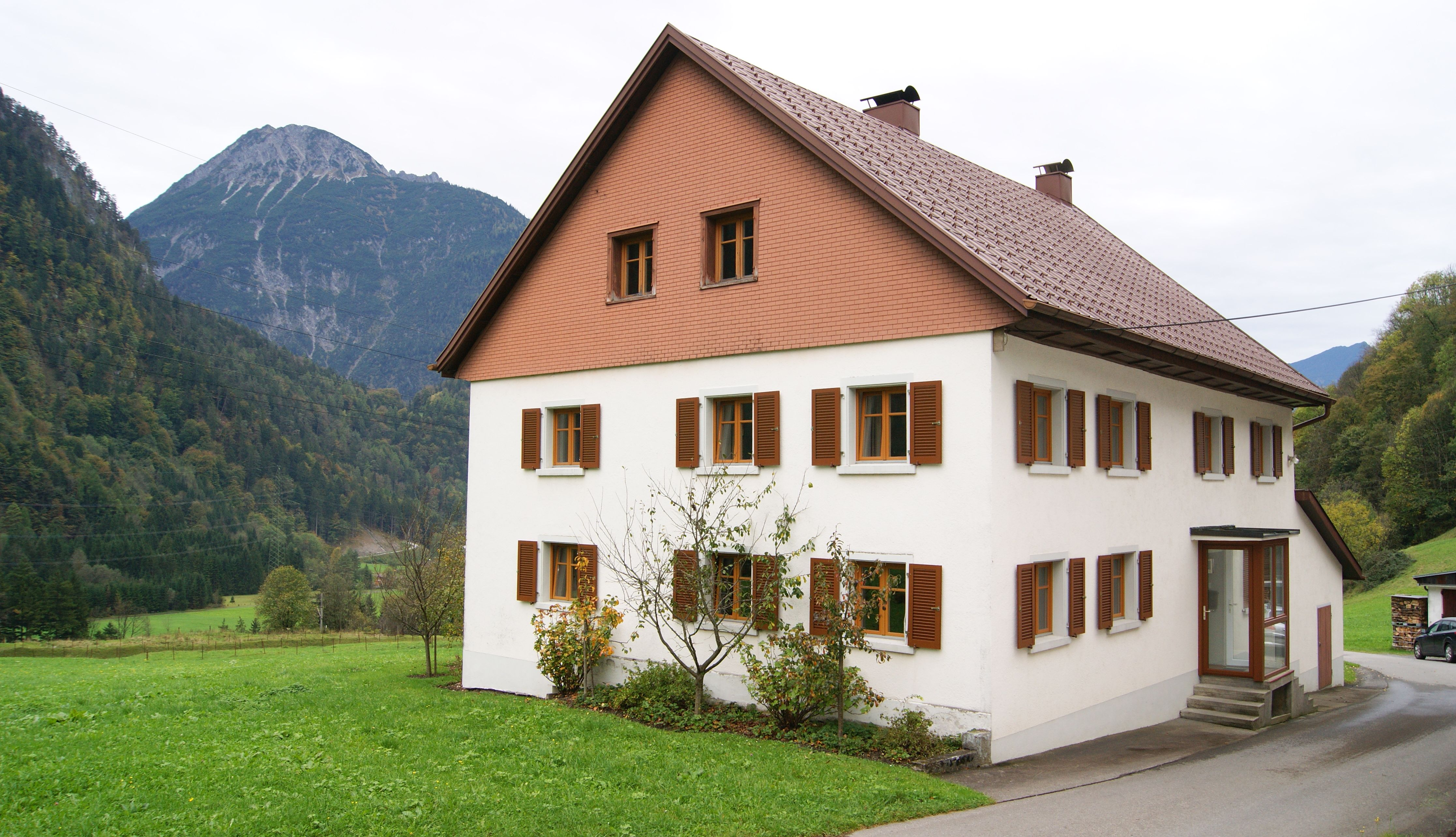
Herberge/Siechenhaus, etwa aus dem 16./17. Jahrhundert

St. Leonhard (663 m ü. A.) ist eine kleine Rotte in Vorarlberg zwischen dem Ortsteil Bings und Oberradin im Klostertal, gehört zur Gemeinde Bludenz (Bezirk Bludenz) und liegt etwa drei Kilometer von der Stadtgrenze von Bludenz entfernt.
St. Leonhard zählt heute sechs Wohnhäuser und andere Wirtschaftsgebäude mit 16 Einwohnern. Im Jahr 1787 wurden in dieser Parzelle ebenfalls sechs Wohnhäuser mit 28 Einwohnern gezählt.

## Name
Der Name St. Leonhard ist von der dort befindlichen, dem Heiligen Leonhard gewidmeten, Kirche abgeleitet. Der Heilige Leonhard gilt unter anderem als Schutzpatron der Fuhrmannsleute und der Pferde (Tiere) und als Helfer in der Not (Vierzehn Nothelfer).

## Geschichte
St. Leonhard hatte ursprünglich die Bezeichnung: „Sankt Leonhard auf der Radin“ (siehe: Radin).
Das Gut um St. Leonhard wird erstmals 1467 urkundlich erwähnt. Der Stadtrat von Bludenz vergab das Gut als Erblehen am 7. Mai 1467 an Ulrich und Elsa Lenz gegen ein jährliches Entgelt von 2,5 Pfund Pfennige.

## Politik
St. Leonhard gehört verwaltungsmäßig zur Stadtgemeinde Bludenz. Die Ortschaft verfügt über einen eigenen Ortsvorsteher, der die Interessen der Bevölkerung gegenüber der Stadtgemeinde vertritt. Seit 2025 ist Lukas Walser Ortsvorsteher von St. Leonhard.

## Sehenswürdigkeiten

### Kapelle hl. Leonhard
In St. Leonhard steht direkt an der alten Klostertalerstraße auf dem „Glasbühel“ die denkmalgeschützte Kapelle hl. Leonhard (Listeneintrag) aus dem Jahr 1390. Die Kapelle ist ein Rechteckbau mit einem 5/8-Chor, Satteldach, Tonnengewölbe und Spitzbogenfenstern mit Butzenscheiben. Eine zweigeschoßige Sakristei wurde 1670 an der Nordseite angebaut. Der westliche Haupteingang ist mit einem verglasten Windfang geschützt.
Bei der letzten Renovierung der Kapelle 1990 wurden an der Ostseite Zeichen freigelegt, die noch nicht identifiziert sind. Vermutlich handelt es sich dabei um Hauszeichen der Fuhrleute, die an der Kirche Halt machten.
Das Kirchweihfest ist jeweils am ersten Sonntag im August, das Patroziniumsfest am St. Leonhardstag, am 6. November jeden Jahres. Die Bestrebungen zur Erhebung der Kirche zur Pfarrkirche im Jahr 1780 waren nicht erfolgreich.
Der Altar soll bereits vor 1500 entstanden sein. Er hat einen barocken Aufbau um 1670|80. In der Mitte befindet sich eine Staue der Muttergottes auf einer Weltkugel, die Schlange zertretend und im Arm das Jesuskind. Rechts ist eine Statue der Heiligen Barbara (mit Kelch), links am Altar ist eine Statue des Heiligen Leonhard.
Über dem Altar befindet sich rechts ein Einhorn-Wappen der Stadt Bludenz und links das rot-weiß-rote Schild Österreichs.
Eine Teilstrecke des Jakobsweg Landeck–Einsiedeln, welcher durch Vorarlberg, das Klostertal und den Walgau führt, verläuft über Innerbraz – Ausserbraz – Oberradin – St. Leonhard nach Bludenz.

### Herberge und Siechenhaus
Der Kapelle direkt gegenüber befindet sich eine ehemalige Herberge aus dem 16. oder 17. Jahrhundert, die auch als Siechenhaus genutzt wurde. Die Kranken wurden aus der Umgebung, insbesondere der Stadt Bludenz, nach St. Leonhard gebracht.
Um die Kapelle herum befand sich früher ein Friedhof, vor allem für die Verstorbenen aus dem Siechenhaus. Dieser Friedhof ist heute nicht mehr erhalten.

## Lage und Verkehr
St. Leonhard liegt heute geringfügig abseits der Hauptverkehrsrouten. Die einzige Straße St. Leonhard führt durch die Rotte, zwischen der Kirche und dem ehemaligen Siechenhaus. Bis in das Jahr 1824 war diese Straße der Hauptverbindungsweg durch das Klostertal zwischen dem Arlbergpass und Bludenz (weiter ins Walgau und Rheintal). 1824 wurde die Hauptverkehrsstraße (Klostertalerstraße L97) um rund 100 Meter nach Süden verlegt. Etwa 180 Meter unterhalb der Kirche verläuft die Trasse der Arlbergbahn und 200 m darunter die Arlberg Schnellstraße S16 (E60).
Oberhalb der Siedlung befindet sich ein aufgelassener Steinbruch.

## Bevölkerungsentwicklung
Die Bevölkerungsentwicklung in St. Leonhard ist über die Jahrhunderte hinweg schwankend:
| 28   | 8    | 9    | 14   | 11   | 11   | 12   | 24   | 20   | 14   | 16   |
| 1787 | 1810 | 1823 | 1838 | 1869 | 1961 | 1971 | 1981 | 1991 | 2001 | 2011 |